# John Sumegi
John Sumegi (Orange, Nova Gales do Sul, 27 de outubro de 1954) é um ex-canoísta australiano especialista em provas de velocidade.

## Carreira
Foi vencedor da medalha de prata em K-1 500 m em Moscovo 1980.